# کاسپر پدرسن
کاسپر پدرسن (انگلیسی: Casper Pedersen؛ زادهٔ ۱۵ مارس ۱۹۹۶) دوچرخه‌سوار اهل دانمارک است.
از باشگاه‌هایی که در آن بازی کرده‌است می‌توان به آکوا بلو اسپورت اشاره کرد.
وی در مسابقات کشوری و بین‌المللی در مجموع برندهٔ ۱ مدال نقره، ۱ مدال برنز شده‌است.